# Santiago Irala
Santiago Javier Irala Vera (3 gennaio 1999) è un calciatore paraguaiano, attaccante del 12 de Junio.

## Caratteristiche tecniche
È un centravanti.

## Carriera

### Club
Cresciuto nel settore giovanile del Rubio Ñu, ha esordito in prima squadra il 1º febbraio 2015 in occasione dell'incontro di División Profesional vinto 1-0 contro l'Olimpia.
Il 31 agosto 2017 è stato ceduto in prestito al Porto che lo aggrega alla squadra B. Al termine della stagione viene acquistato a titolo definitivo.

## Statistiche

### Presenze e reti nei club
Statistiche aggiornate al 14 febbraio 2020.
| Stagione        | Squadra         | Campionato      | Campionato | Campionato | Coppe nazionali | Coppe nazionali | Coppe nazionali | Coppe continentali | Coppe continentali | Coppe continentali | Altre coppe | Altre coppe | Altre coppe | Totale | Totale | Totale |
| Stagione        | Squadra         | Comp            | Pres       | Reti       | Comp            | Pres            | Reti            | Comp               | Pres               | Reti               | Comp        | Pres        | Reti        | Pres   | Reti   |        |
| --------------- | --------------- | --------------- | ---------- | ---------- | --------------- | --------------- | --------------- | ------------------ | ------------------ | ------------------ | ----------- | ----------- | ----------- | ------ | ------ | ------ |
| 2015            | Rubio Ñu        | PD              | 1          | 0          |                 | -               | -               |                    | -                  | -                  |             | -           | -           | 1      | 0      |        |
| 2016            | Rubio Ñu        | PD              | 33         | 3          |                 | -               | -               |                    | -                  | -                  |             | -           | -           | 33     | 3      |        |
| 2017            | Rubio Ñu        | PD              | 10         | 2          |                 | -               | -               |                    | -                  | -                  |             | -           | -           | 10     | 2      |        |
| Totale Rubio Ñu | Totale Rubio Ñu | Totale Rubio Ñu | 44         | 5          |                 | -               | -               |                    | -                  | -                  |             | -           | -           | 44     | 5      |        |
| 2017-2018       | Porto B         | LdH             | 21         | 2          |                 | -               | -               |                    | -                  | -                  |             | -           | -           | 21     | 2      |        |
| 2018-2019       | Porto B         | LdH             | 7          | 0          |                 | -               | -               |                    | -                  | -                  |             | -           | -           | 7      | 0      |        |
| Totale carriera | Totale carriera | Totale carriera | 72         | 7          |                 | -               | -               |                    | -                  | -                  |             | -           | -           | 72     | 7      |        |